# Civism
Civismul (din latină civis, cetățean și civitas, civitatis, oraș) sau urbanitate se referă la minimele norme de comportament social care ne permit să trăim în colectivitate. Civismul se naște din relația fiecărui om cu localitatea, națiunea și statul său.
Civismul înseamnă o atitudine de bun cetățean; devotament patriotic.
Un exemplu de civism este felul în care populația se comportă și felul în care ea conviețuiește în cadrul societatii. Civismul se bazează pe respectul față de ceilalți, față de mediul natural și față de obiectele publice; de buna educație, de urbanitate și de curtoazie. Utilizarea termenului  civism și-a avut originea în Revoluția Franceză și, inițial, apare relaționată cu secularizarea vieții sociale pe care aceasta a presupus-o.  
Regulile de civilitate sunt diferite de la o țară la alta, deși majoritatea lor au aceeași funcțiune, aceea de a ne respecta reciproc pentru a avea o coexistență plăcută. Spre exemplu, vecinii folosesc continuu facilitățile și serviciile comunitare și se văd tot timpul, astfel încât este vital să existe o bună coexistență între ei (adică să fie educati și amabili, astfel încât să nu existe conflicte). 
Civismul poate fi înțeles ca o adevărată capacitate de a ști să trăiești în societate, respectând și luând în considerare restul indivizilor care o alcătuiesc, urmând reguli de conduită și de educație, care variază funcție de cultura grupului în cauză. 
Educația este văzută în general ca o condiție prealabilă care ajută cetățenii să ia mereu decizii bune și să facă față demagogilor care cauta sa-i înșele. Roger Soder scrie că, într-o democrație, în care exigențele de bun cetățean sunt pretinse tuturor, „doar școala publică poate oferi tuturor educația de care au nevoie”.» <ref> Roger Soder (2003). „el buen ciudadano y la escuela”. Phi Delta Kappan Magazine. 85: 37.

## Vezi si
- Curtoazie
- Cetățenie
- Etică
- Patriotism
- Protocol (societate)
- Societate
- Respect
- Urbanitate
- Vandalism